# سلطة فواكه

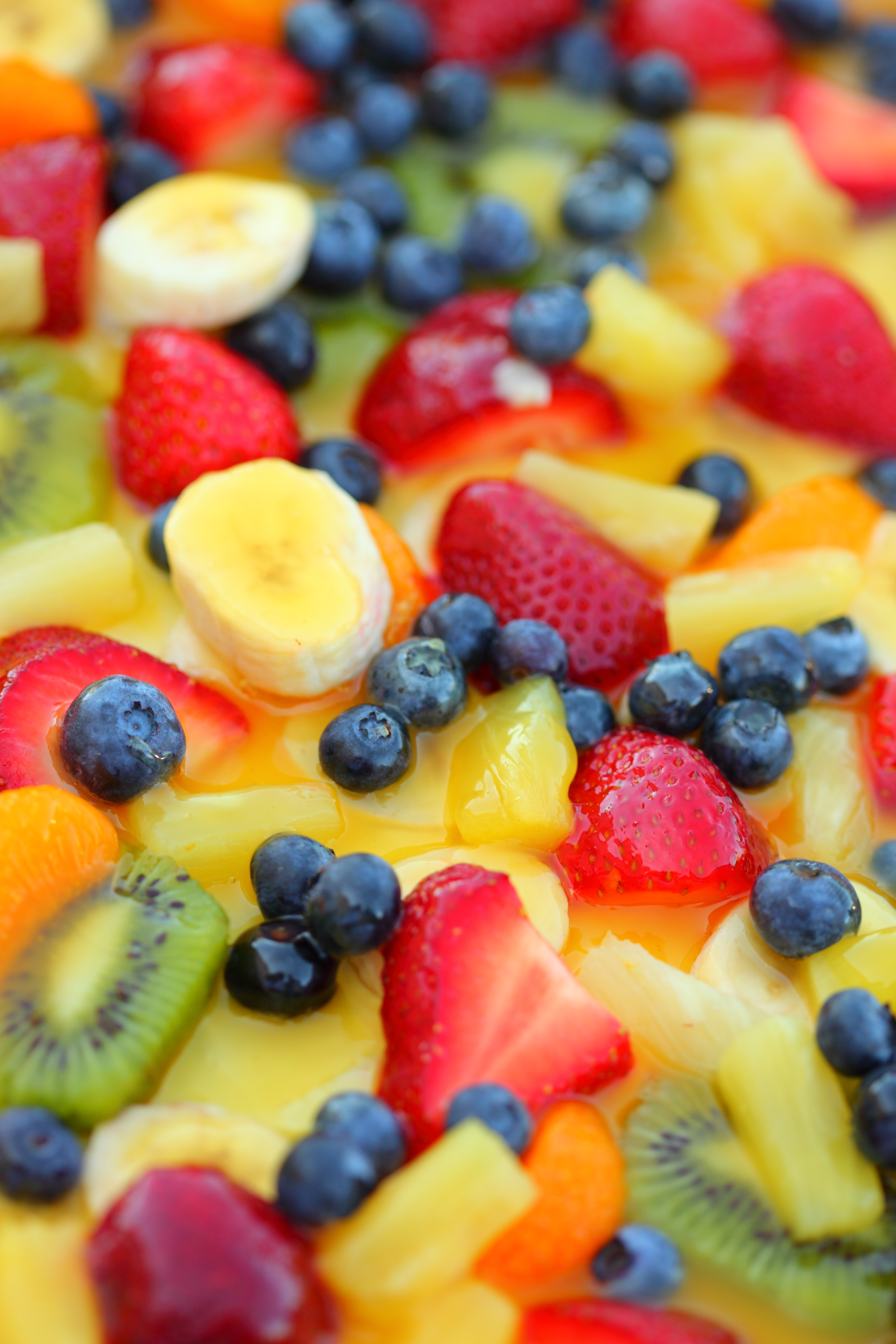
سلطة فواكة مكونة من فاكهة الكيوي والفراولة والعنبية والأناناس والموز والبرتقال.

سلطة الفواكه (بالإنجليزية: Fruit Salad) هي طبق يتكون من أنواع مختلفة من الفاكهة، تقدم أحيانًا في قوالب سائلة أو شبه سائلة، إما عصائرها الخاصة أو شراب. ويكون بأشكال مختلفة تتناسب مع انظمة التقديم المختلفة، يمكن تقديم سلطة الفواكه كمقبلات، أو سلطة جانبية، أو حلوى أو يتم تقديمها في مطاعم خاصة لسلطة الفواكه. عند تقديمها لفتح للشهية أو الحلوى، تُعرف سلطة الفاكهة أحيانًا باسم كوكتيل الفواكه (غالبًا ما يشير إلى منتج معلب)، أو كوب فاكهة (عند تقديمه في وعاء صغير). يعتبر فصل الربيع يعتبر الفصل المثالي لتحضير هذه الوصفة.
هناك العديد من أنواع سلطة الفاكهة التي تعتمد على الفواكه المتوافرة والثقافة الشعبية والجانب الصحي، أول تلك الانواع النوع الأساسي (بدون مكسرات أو عصائرة الخبازية أو تتبيلة)، ثم الحلو بدرجة متوسطة (سلطة والدورف) إلى الحلو (سلطة أمبروسيا). «السلطة» الأخرى التي تحتوي على الفاكهة هي سلطة الجيلي، مع العديد من الاختلافات. يتم تعريف سلطة فواكه جيدًا في الولايات المتحدة على أنها تعني مزيجًا جيدًا من قطع مكعبات صغيرة (من أعلى نسبة إلى أدنى) الخوخ والكمثرى والأناناس والعنب وأنصاف الكرز. يمكن أيضًا تعليب سلطة الفواكه (مع قطع فواكه أكبر من كوكتيل).

## الوصف
هناك عدد من الوصفات المنزلية لسلطة الفاكهة التي تحتوي على أنواع مختلفة من الفاكهة، أو التي تستخدم نوعًا مختلفًا من الصلصة غير عصير الفاكهة أو شرابها. تشمل المكونات الشائعة المستخدمة في سلطات الفاكهة الفراولة والأناناس والمن والبطيخ والعنب والكيوي،  قد تتطلب الوصفات المختلفة إضافة المكسرات أو عصائر الفاكهة أو بعض الخضروات أو الزبادي أو مكونات أخرى.
أحد الأشكال المعروفة من هذه الطبق هو سلطة فواكه على طريقة والدورف Waldorf-style، والتي تستخدم صلصة المايونيز. كما تستخدم الوصفات الأخرى القشدة الحامضة (مثل سلطة فواكه امبروسيا) أو الزبادي أو حتى الكاسترد كمكون أساسي للصلصة. يستخدم الاختلاف في سلطة الفاكهة الكريمة المخفوقة الممزوجة بالعديد من أنواع الفاكهة (عادةً خليط من التوت)، وغالبًا ما تشتمل أيضًا على أعشاب من الفصيلة الخبازية المصغرة. روجاك هي سلطة فواكه ماليزية، تستخدم الصلصة الحارة مع الفول السوداني ومعجون الروبيان. في الفلبين، تعتبر سلطات الفاكهة من الأطعمة الشعبية للحفلات والعطلات، وعادة ما تكون مصنوعة من البوكو أو جوز الهند الصغير والحليب المكثف بالإضافة إلى الفواكه المعلبة أو الطازجة الأخرى
تتمتع المكسيك بتنوع شائع من سلطة الفاكهة المسماة Bionico والتي تتكون من العديد من الفواكه المنقوعة في الحليب المكثف ومزيج القشدة الحامضة. هناك أيضًا مجموعة متنوعة من سلطات الفاكهة في المطبخ المغربي، غالبًا كجزء من الكيميا، أو مجموعة مختارة من المقبلات أو الأطباق الصغيرة المماثلة للمقبلات الإسبانية أو المزة الشرقية.
يتم أيضًا تصنيع آيس كريم سلطة الفاكهة بشكل شائع، مع قطع صغيرة من الفاكهة الحقيقية المدمجة، مع نكهة إما بعصائر من المركز، أو مستخلصات الفاكهة، أو المواد الكيميائية الاصطناعية.
أمبروسيا

## المكونات
- أي فواكة موسمية متوفرة
- المكسرات المتوفرة وتحديداً الجوز والكاشو إذا كان بالمقدور
- العسل يتم اضافتع اعلى الكوب أو الطبق للطعم والتزيين
- الحليب
- يتم إضافة المثلجات بكمية قليلة للتبريد في الاجواء الحارة

## طريقة التحضير
1. يتم غسل الفواكة جيداً
2. تقطع إلى قطع متوسطة الحجم أو حسب الرغبة
3. تتم إضافة العصير خاصة عصير البرتقال و يضاف باردا
4. تحريكها جيداً.

## في الثقافة الشعبية
في أستراليا تعرف أغنية "Fruit Salad Yummy Yummy") لفرقة الأطفال الأسترالية The Wiggles وفي البرنامج التلفزيوني Wonder Pets. «سلطة الفاكهة» هو أيضًا مصطلح عام يستخدم للإشارة إلى الميداليات والاوسمة على لباس الجنود، على سبيل المثال «انظر إلى سلطة الفاكهة على ذلك العقيد.» يشير المصطلح إلى الألوان الزاهية لنسبة عالية من الشرائط التي تترافق عادةً مع الميداليات. وهو اسم بديل للعبة الحفلة Fruit Basket Turnover 

## وصلات خارجية
- وصفة سلطة الفواكه مع كرات جوز الهند